# Boquitas pintadas (pel·lícula)
Boquitas pintadas és una pel·lícula de l'Argentina basada en el fulletó homònim de Manuel Puig (1932-1990), dirigida per Leopoldo Torre Nilsson (1924-1978), amb guió de Torre Nilsson i Puig, i amb producció de Juan Sires (1906-1981).
Es va estrenar el 23 de maig de 1974. Està ambientada principalment en la dècada de 1930 a l'Argentina. El novembre de 1974 es va estrenar al Festival de Cinema de Londres. L'11 de març de 2002 es va presentar al Festival de Cinema de Mar del Plata.

## Sinopsi
Quan s'assabenta que Juan Carlos Etchepare va morir en un sanatori de tuberculosos, Nené, casada amb dos fills, recorda la passió que sentia per aquest jove deu anys abans. Comença aleshores una emotiva correspondència amb la mare del difunt i observa, al llarg de les seves cartes, quant pesa encara el record d'aquest amor en el seu present.

## Elenc
- Alfredo Alcón, com Juan Carlos Etchepare.
- Luisina Brando, com Mabel Saénz.
- Marta González, com Nené.
- Raúl Lavié, com Franciso Pancho Páez.
- Leonor Manso, com Antonia / La Rabadilla.
- Cipe Lincovsky, com Elsa.
- Mecha Ortiz, com la gitana.
- Isabel Pisano, com Celia Etchepare.
- Luis Politti, com el doctor.
- Oscar Pedemonti, com Donato.
- Oscar Bazán
- Berta Ortegosa
- Ofelia Montero
- Alejandro Marcial
- Neri Giacometti
- Joaquín Piñón
- Constantino Cosma
- Juan Alighieri
- Washington Denegri Gómez
- Franco Balestrieri (extra).
- Héctor Fernández Rubio (extra).
- Gustavo Carlos Fox (extra).
- Ricardo Bouzas, com un metge.

## Premis
Va formar part de la selecció oficial del Festival Internacional de Cinema de Sant Sebastià 1974. Tot i que no hi fou ben acollida pel públic i per la crítica va guanyar una conquilla de plata i el premi especial del jurat.

## Repartiment
1. ↑  Manrupe, Raúl; Portela, María Alejandra. Un diccionario de films argentinos II 1996-2002.  Buenos Aires: Editorial Corregidor, 2003, p. 268. ISBN 950-05-1525-3.
2. ↑   PDF Impotencia y carencias: Alfredo Alcón en Boquitas pintadas (1974), per Carolina Rocha
3. ↑  La película de Gonzalo Suárez que representa a España, protestada, La Vanguardia, 19 de setembre de 1974
4. ↑  Con un escalofriante dramón mejicano se acaban las proyecciones, La Vanguardia, 26 de setembre de 1974